# Ennearthron abeillei
Ennearthron abeillei es una especie de coleóptero de la familia Ciidae.

## Distribución geográfica
Habita en Francia.